# NA-138
La NA-138 es una carretera de interés para la Comunidad Foral de Navarra tiene una longitud de 23 km. Comunica Zubiri con Francia por el Puerto de Urkiaga. Hasta 2007 fue catalogada como carretera de interés general (carretera nacional) con la nomenclatura de N-138.Inicia su recorrido en el enlace con la carretera N-135 junto a la población de Zubiri, atraviesa las poblaciones de Urtasun, Eugui, y el Puerto de Urquiaga, finaliza en la frontera con Francia.

## Recorrido
| Denominación | Kilómetro | Salida              | Carretera           | Dirección                                  |
| ------------ | --------- | ------------------- | ------------------- | ------------------------------------------ |
| NA-138       | 0         |                     | N-135               | Pamplona Roncesvalles                      |
| NA-138       | 0         |                     |                     | Saigots                                    |
| NA-138       | 4         |                     | NA-2520             | Iragui Egozcue Olagüe                      |
| NA-138       | 4         | Travesía de Urtásun | Travesía de Urtásun | Travesía de Urtásun                        |
| NA-138       | 6         | Travesía de Eugui   | Travesía de Eugui   | Travesía de Eugui                          |
| NA-138       | 7         |                     |                     | Eugui                                      |
| NA-138       | 11        |                     | NA-1740             | Irurita Elizondo Irún                      |
| NA-138       | 24        |                     | D-58                | Urepel/ Alduides San Juan de Pie de Puerto |

- Datos: Q1867841